# Villa de Allende
Villa de Allende é um município do estado do México, no México.